# Пуце, Юрис
Юрис Пуце (латыш. Juris Pūce; род. 22 января 1980, Рига) — латвийский политик, министр окружающей среды и регионального развития в 2019—2020 гг.
Окончил Латвийский университет (2005) как юрист и управленец. В 1999—2003 гг. входил в студенческий совет университета, в 2000—2003 гг. — в сенат университета. С 2006 г. член правления Фонда Латвийского университета, с 2007 г. преподавал в университете стратегическое управление. Одновременно в 2006—2010 гг. член правления Рижской высшей юридической школы.
В 2010 г. назначен статс-секретарём министерства экономики Латвии (при министре экономики Артисе Кампарсе), сохранил свой пост при его преемнике Даниэлсе Павлютсе. 27 ноября 2013 года, спустя несколько дней после Золитудской трагедии, подал в отставку в связи с тем, что благотворительная организация Ascendum, которую возглавляла его жена Зайга Пуце, получала пожертвования от строительной фирмы, предположительно ответственной за повлёкшее многочисленные человеческие жертвы разрушение торгового центра. При этом Бюро по предотвращению и борьбе с коррупцией, в которое по собственной инициативе обратился Пуце, не нашло нарушений в его действиях на посту статс-секретаря.
В 2013 году вошёл в состав новосозданной партии «Для развития Латвии». В составе партийного списка в 2014 году принял участие в выборах в Европейский парламент и в 12-й состав Сейма, однако в обоих случаях партия не преодолела пятипроцентный барьер. С ноября 2014 года председатель совета партии.
В 2017 году партия «Для развития Латвии» образовала на выборах в Рижскую думу избирательный блок с Объединением регионов Латвии; этот объединённый список набрал 13,66 % голосов и провёл 9 депутатов, одним из которых стал Пуце.
На выборах в Сейм Латвии в 2018 году партия «Для развития Латвии» образовала избирательный блок «Развитие/За!» с двумя другими партиями; Пуце возглавил региональный список этого блока в Курземе и стал депутатом Сейма Латвии, в связи с чем его полномочия члена Рижской думы были прекращены. 23 января 2019 года он получил портфель министра окружающей среды и регионального развития в коалиционном правительстве Кришьяниса Кариньша.
На министерском посту в апреле 2019 года выпустил распоряжение, в соответствии с которым мэр Риги Нил Ушаков был отстранён от занимаемой должности в связи с предполагаемыми нарушениями в его деятельности как руководителя подконтрольного Рижской думе муниципального предприятия Rīgas satiksme, обеспечивающего Ригу городским транспортом. Впоследствии Бюро по предотвращению и борьбе с коррупцией не нашло в действиях Ушакова нарушений.
В ноябре 2020 года министр Пуце оказался в центре политического скандала. Депутат Рижской городской думы Марис Мичеревскис, выйдя из состава партии «Для развития Латвии», заявил, что после избрания депутатом Сейма Пуце просил у Мичеревскиса оформить ему пропуск на бесплатную парковку у здания Рижской думы (который был у него как у городского депутата, но не полагался ему как депутату общенациональному); Пуце в ответ утверждал, что всё это писал Мичеревскису в шутку. Тем не менее, на следующий день Пуце подал в отставку и принёс извинения избирателям. В феврале 2021 года Бюро по предотвращению и борьбе с коррупцией объявило о том, что оно ведёт расследование этого инцидента. После сложения министерских полномочий Пуце вернулся в Сейм в качестве рядового депутата.
После восстановления мандата депутата Сейма, Юрис Пуце работает в Комиссии по делам государственного управления и делам самоуправлений, в Комиссии по делам Европы, а также Юрис Пуце является председателем Комиссии Сейма по административно-территориальной реформе. С 7 июля 2021 года Юрис Пуце выполняет обязанности председателя фракции “Развитию/За!”. 16 июня 2021 года Сейм утвердил Юриса Пуце руководителем латвийской делегации Парламентской ассамблеи Организации по безопасности и сотрудничеству в Европе (ОБСЕ).
Время работы министром Охраны окружающей среды и регионального развития (VARAM) для Юриса Пуце больше всего связано с административно-территориальной реформой, которая после своего завершения предусматривала к 1 июля 2021 года переход к 42 самоуправлениям – 7 городов республиканского значения (Даугавпилс, Елгава, Юрмала, Лиепая, Резекне, Рига и Вентспилс) и 35 краев, из которых многие образованы на территориях прежних краев. Во время проведения административно-территориальной реформы, несколько самоуправлений оспорили новое территориальное деление в Конституционном суде, в результате чего присоединение Вараклянского края к Резекненскому краю было признано неконституционным решением, в итоге был создан отдельный Вараклянский край. Не соответствующим Конституции было признано решение о присоединении Илукстского края к Аугшдаугавскому краю и решение о присоединении Озолниенского края к Елгавскому краю, в результате чего Юрис Пуце вместе с коллегами из коалиции внес поправки к закону “Об административных территориях и населенных пунктах”, которые предусматривают объединение городов Даугавпилс, Елгава, Лиепая, Резекне и Вентспилс с соседними краями до 2029 года. Эти изменения приняты Сеймом 9 декабря 2021 года в окончательном чтении.  